# Getto w Białymstoku

1 – Ogrodzenie getta
2 – Brama
3 – Tereny fabryczne
4 – Budynek Gestapo
5 – Budynek Judenratu

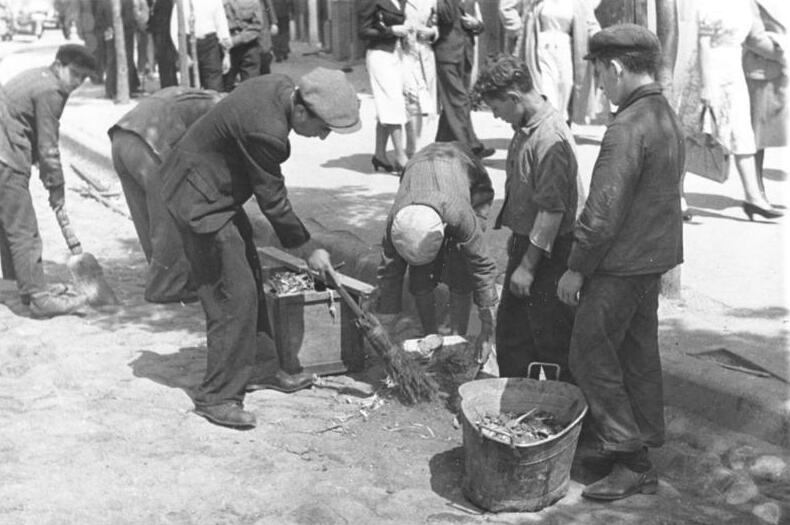
Żydzi z getta sprzątający ulice (1941)

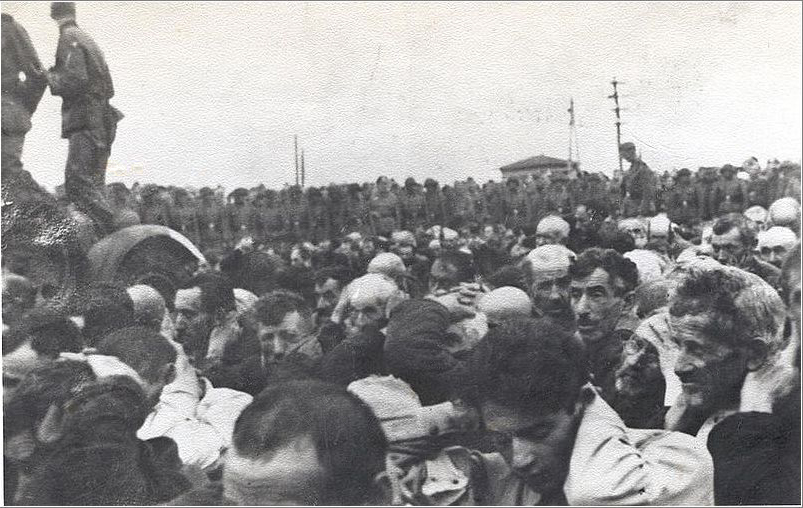
Białostoccy Żydzi podczas likwidacji getta. Zdjęcia wykonane przez niemieckiego żołnierza pomiędzy 15 a 20 sierpnia 1943

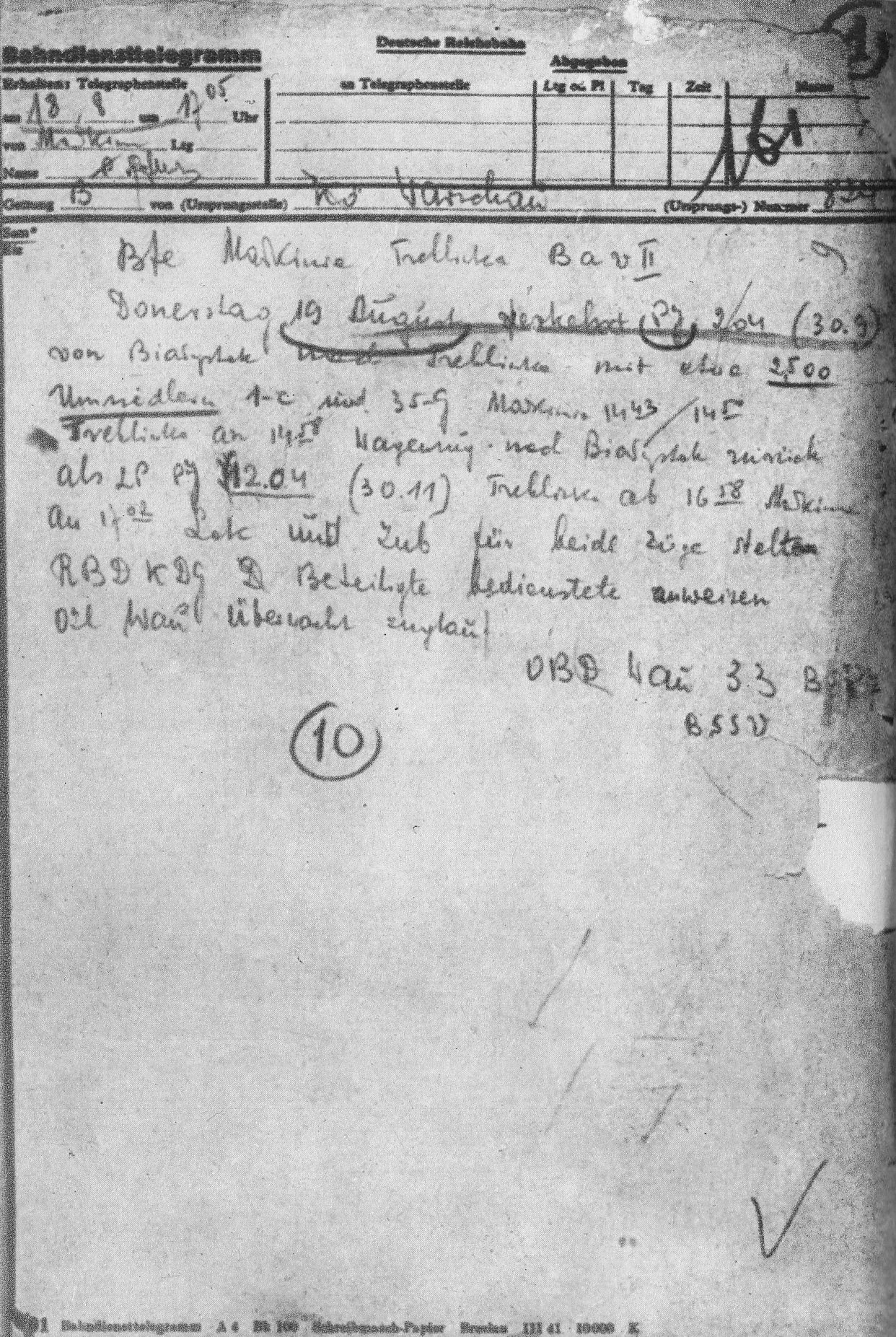
Telegram z dnia 18 sierpnia 1943 nadany z Generalnej Dyrekcji Kolei Wschodniej w Warszawie o uruchomieniu następnego dnia, 19 sierpnia 1943, pociągu (symb. Pj 204) z Żydami z getta w Białegostoku do Treblinki w składzie 35 wagonów towarowych

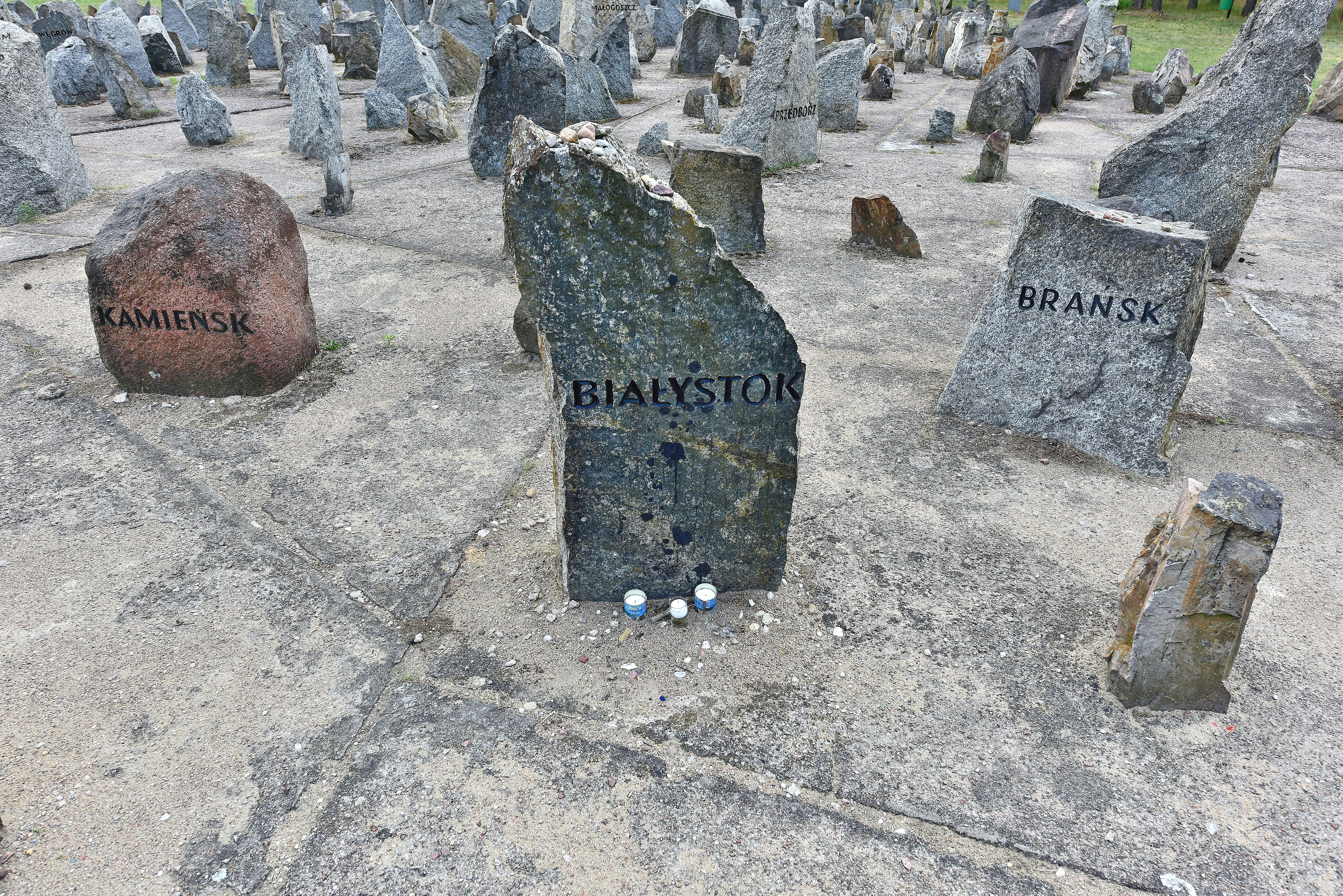
Pomnik Ofiar Obozu Zagłady w Treblince. Kamień upamiętniający Żydów z Białegostoku

Getto w Białymstoku, getto białostockie (niem. Ghetto Bialystok; jid. ‏ביאַליסטאָקער געטאָ; Bialistoker geto‎) – getto dla ludności żydowskiej w Białymstoku, utworzone w czasie II wojny światowej w 1941 roku przez niemieckie władze okupacyjne dla ponad 40 tys. Żydów z Białegostoku i okolic. Zlikwidowane w dniach 16–20 sierpnia 1943 roku.

## Warunki życia w getcie
Getto było otoczone ok. 3-metrowym ogrodzeniem zakończonym drutem kolczastym. Główna brama do dzielnicy żydowskiej znajdowała przy ul. Kupieckiej, w pobliżu skrzyżowania z ul. Lipową. Pozostałe bramy znajdowały się przy ul. Jurowieckiej 4 oraz na rogu ul. Fabrycznej i placu Wyzwolenia. Getto obejmowało swoim zasięgiem m.in. ulice: Białą, Białostoczańską, Chmielną, Ciepłą, Częstochowską, Giełdową, Górną, Grajewską, Jurowiecką, Kosynierską, Książęcą, Kupiecką, Nowogródzką, Nowy Świat, Piotrkowską, Polną, Różaną, Smolną, Szlachecką, Wąską, Żydowską, części ulic Częstochowskiej, Fabrycznej, Grajewskiej i Żytniej.
Getto podporządkowane było niemieckim władzom cywilnym Okręgu Białostockiego. Zamieszkujący je Żydzi mieli obowiązek nosić białe opaski z sześcioramienną gwiazdą Dawida. Później do tego obowiązku dołączono przymus noszenia żółtej gwiazdy na lewej stronie piersi i na plecach. 3 sierpnia 1941 r. weszło w życie rozporządzenie o zakazie opuszczania getta pod groźbą śmierci. Zabroniono również wszelkiego rodzaju zgromadzeń na ulicach. Zakazem, który najbardziej dotknął mieszkańców, był zakaz dokonywania zakupów w aryjskiej części miasta, wprowadzony 15 sierpnia 1941 r. Za nabywanie żywności poza murami getta odpowiedzialność miała ponosić cała gmina żydowska. Było to o tyle dotkliwe, że rozpoczęto racjonowanie żywności. Dostawała ją jedynie ludność pracująca. Początkowo było to 0,5 kg chleba dziennie. Później zmniejszono racje do 30 dag. Głód zmuszał mieszkańców getta do handlu, który był nielegalny. Został on zakazany zarządzeniem nr 133 z 20 października 1941 r.. Żywność zdobywano dzięki przemytowi z pobliskich wsi i pomocy ludności zamieszkującą aryjską część miasta. Wiązało się to z dużym ryzykiem, ponieważ groziło to zazwyczaj zesłaniem do obozu koncentracyjnego.
Żydzi byli wykorzystywani do pracy w zakładach niemieckich w Białymstoku. Wykorzystywano ich również do prac porządkowych, przeładunku transportów. Część z nich pracowała w Wołkowysku. Również jedna grupa robotników żydowskich pracowała we wsi Markowszczyzna. Na terenie getta istniały również zakłady rzemieślnicze, pracujące głównie na potrzeby niemieckiego wojska. Do listopada 1942 r. w getcie istniały 2 szkoły podstawowe z językami wykładowymi – hebrajskim i polskim.
Niedługo po utworzenia getta, 16 września 1941 roku niemieckie władze wydały zarządzenie o ewakuacji części Żydów do Prużany. W teorii miały być wysiedlone osoby, które nie pracowały. W rzeczywistości na listy osób przeznaczonych do przesiedlenia trafiały osoby z alfabetycznego spisu ludności. Na początku były to osoby, których nazwiska rozpoczynały się na literę „A” itd. W sumie wysiedlono około 4000 osób. Część z nich nielegalnie powróciła do Białegostoku. Pozostali zginęli podczas likwidacji getta w Prużanie. Podczas likwidacji „prowincji białostockiej” getto zostało szczelnie zamknięte. Nie mógł dostać się do niego nikt ani też z niego wydostać. Władzę nad nim przejęło Gestapo.

## Powstanie w getcie
W 1942 roku w getcie białostockim powstała Antyfaszystowska Organizacja Bojowa.
W 1943 roku Niemcy przystąpili do likwidacji getta, 5–12 lutego zamordowali na miejscu 800 osób, a do obozu zagłady w Treblince wywieźli 10 tys. 15–16 sierpnia 1943, podczas likwidacji getta, wybuchło powstanie. Bojownikom żydowskim nie udało się zrealizować planu przedostania się, wraz z dużą grupą mieszkańców, do Puszczy Knyszyńskiej. Większość z nich zginęła w czasie walki.
Pozostałych przy życiu Żydów wywieziono do obozu zagłady w Treblince. Po likwidacji getta białostockiego jego teren był miejscem koncentracji ludności polskiej wysiedlonej z Białowieży.

## Osoby przetrzymywane w getcie
- Efraim Barasz – szef Żydowskiej Rady w Białymstoku
- Stanisława Centnerszwerowa – malarka
- Daniel Moszkowicz – komunista, zastępca dowódcy powstania w getcie białostockim
- Samuel Pisar – prawnik, obrońca praw człowieka
- Mordechaj Tenenbaum – przywódca powstania w getcie białostockim

## Upamiętnienie
Białostoccy Żydzi zostali upamiętnieni jednym z kamieni z nazwą miasta, stanowiącym element pomnika Ofiar Obozu Zagłady w Treblince.